# Es Forti

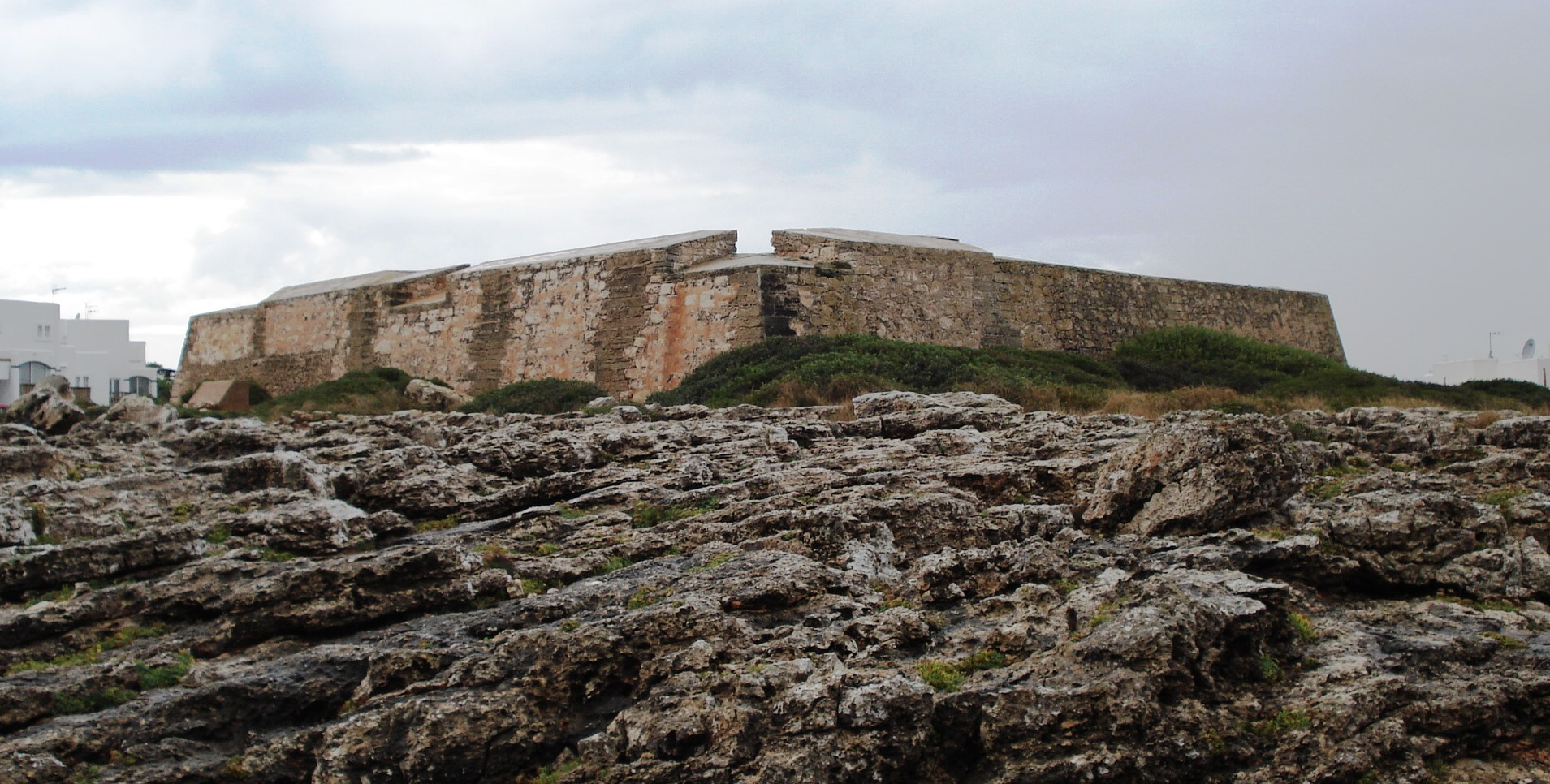
Es Forti von der Seeseite

Es Forti ist ein historisches Fort an der Einfahrt zur Bucht der Cala d’Or, Cala Llonga (mit dem Hafen) und der Cala Gran im Ort Cala d’Or in der Gemeinde Santanyi an der Südküste der Insel Mallorca.
Von dem Fort aus bietet sich heute ein schöner Ausblick auf das Mittelmeer.

## Beschreibung

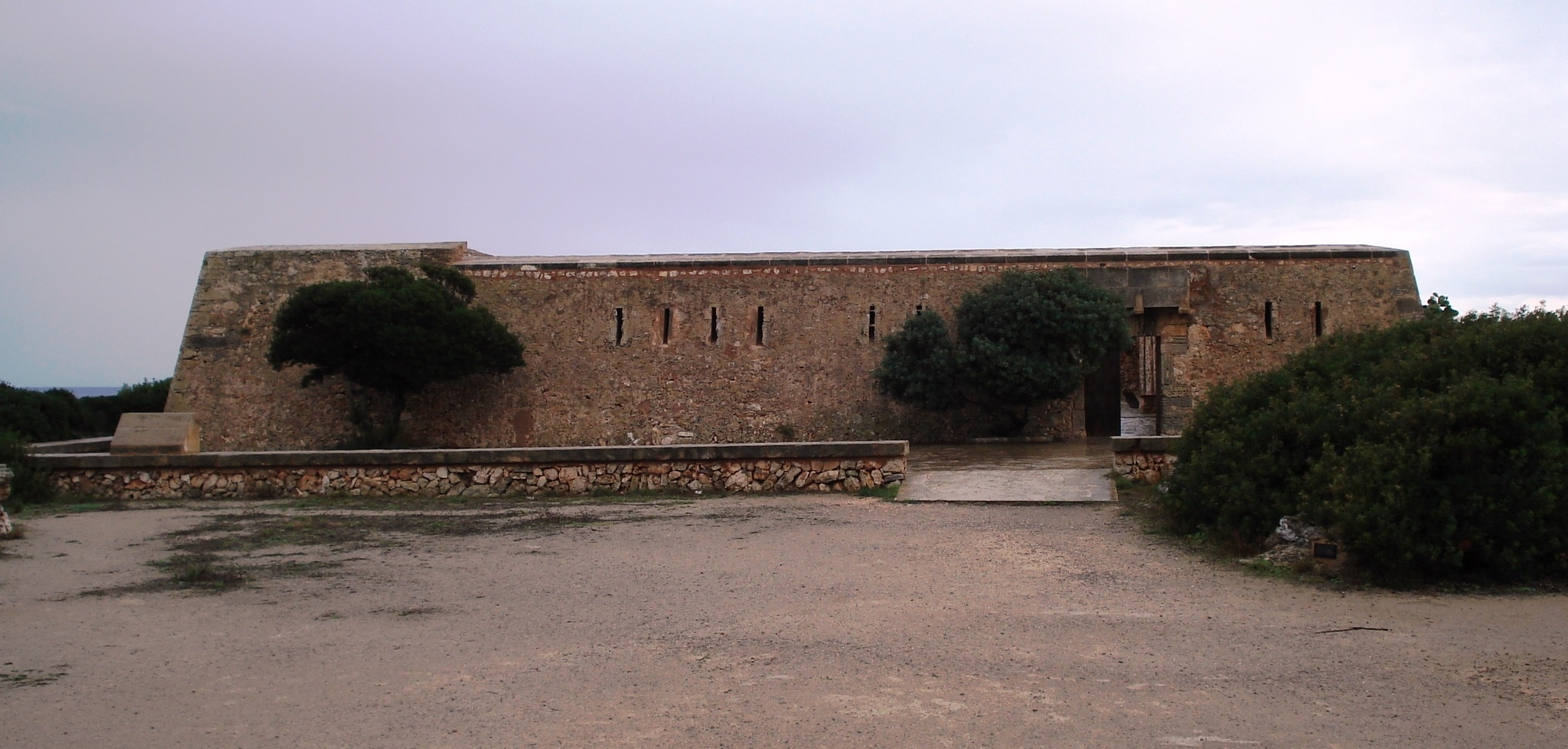
Zugang zu Es Forti von der Westseite

Es handelt sich um eine quadratische Festung von ca. 25 m Seitenlänge, die aus Kalkstein auf dem nahezu vegetationsfreien Ende einer (ca. 500 m langen, in etwa in Ost-West-Richtung verlaufenden) Landzunge etwa 50 m von den Klippen zum Mittelmeer entfernt errichtet wurde.
Die Mauern des Forts sind ca. 4 Meter hoch und leicht nach innen geneigt, die Mauerstärke beträgt auf den Seiten zum Meer in westliche und nördliche Richtung ca. 6 m, auf den Landseiten in westlicher und südlicher Richtung ca. 1 m.
Der Zugang zum Fort erfolgt über einen Eingang in der Südwestecke, der in den Innenhof führt, in dem sich ein Brunnen bzw. Zisterne befindet.
Im Innern führt aus dem Innenhof an der Südseite eine breite Rampe (als Aufweg und um die Kanonen auf die Batterieebene transportieren zu können) nach oben, die die Mauer in Richtung der Südostseite noch verstärkt.
In der Nordostecke und in der Ostseite der Batterieebene befinden sich in der (an der Basis über einen Meter breiten) ca. 1 m hohen Brustwehr niedrigere Schießscharten als Aussparungen für Kanonen; der leicht erhöhte Standort der Kanonen zeichnet sich leicht erhöht im Pflaster ab.
An der nördlichen Seite ist die Brustwehr (nördlich der Nordostecke) nur etwa so hoch wie in den Aussparungen in den Schießscharten, auch ist die Brustwehr nur etwas mehr als halb so hoch.
Auf der Landseite im Norden befindet sich (im heutigen, renovierten Bauzustand) ein ziegelgedeckter offener Unterstand, im Westen ziegelgedeckte geschlossene Räume, beide vom Innenhof aus zugänglich.
Zudem befinden sich in Außenmauern im Norden (acht) Schießscharten, im Westen sieben Schießscharten (um das Fort zur Landseite hin verteidigen zu können). Über dem Eingang befindet sich ein Wehrerker.
Errichtet wurde das Fort, um den Hafen in der Bucht Cala Llonga zu sichern – u. a. um Korsaren abzuwehren oder eine feindliche Invasion zu verhindern.
Das Fort beherbergte vier Kanonen und 19 Soldaten.

Ansichten von Es Forti
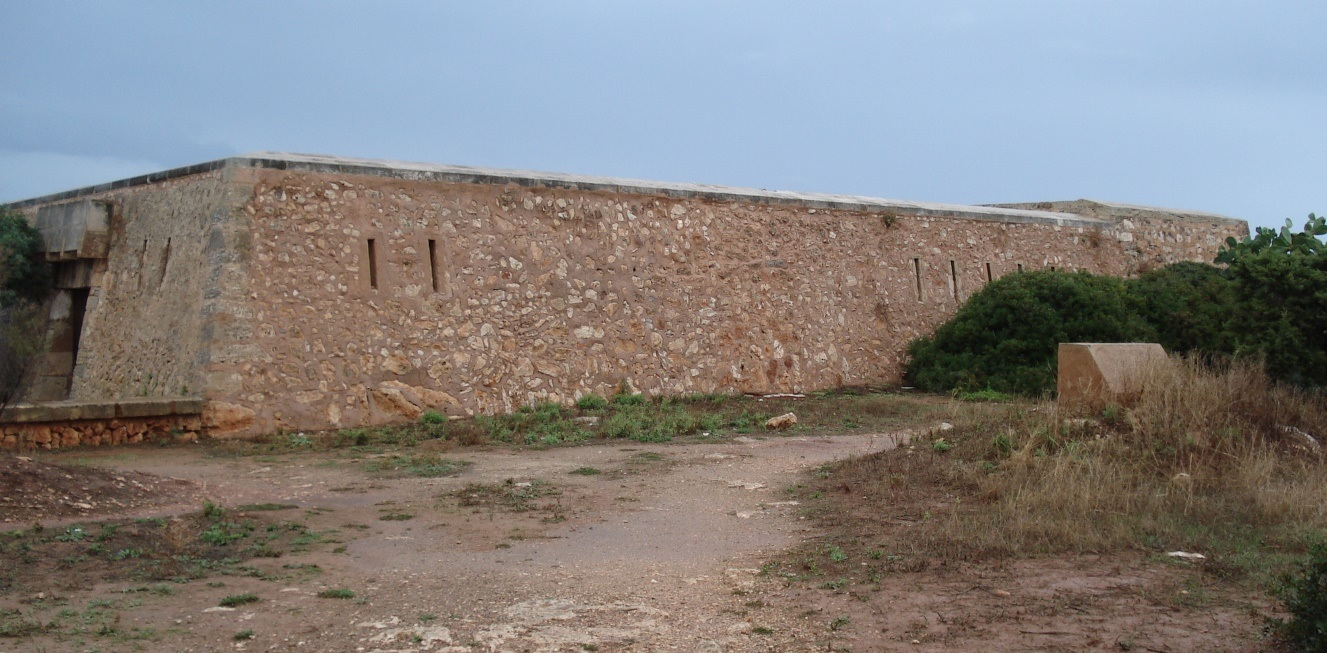
Es Forti von der Südseite
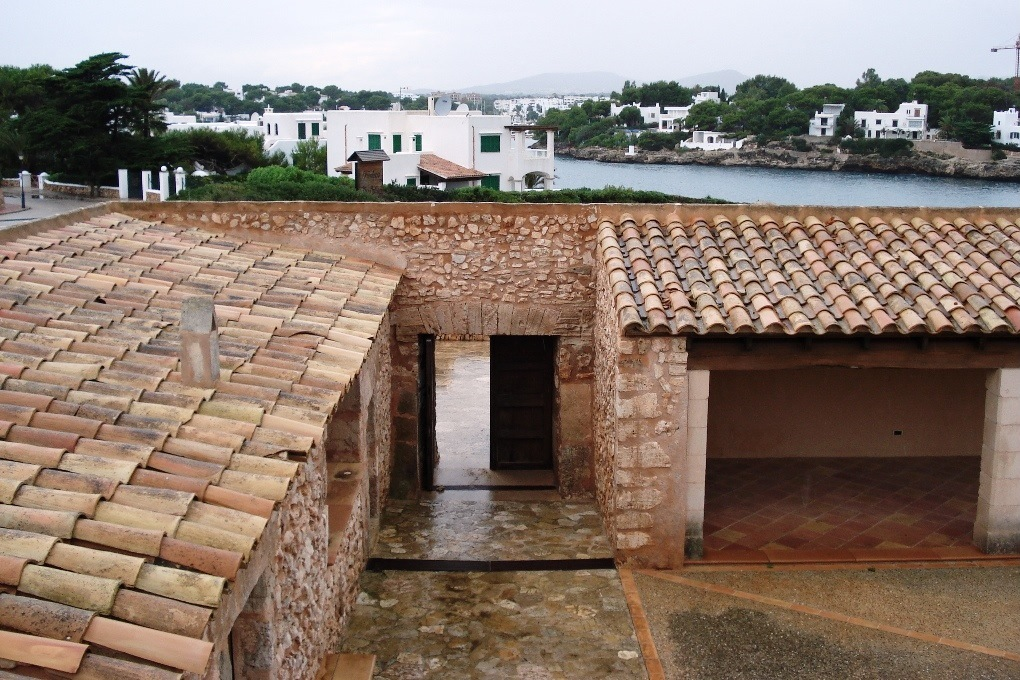
Zugang & Innengebäude von innen
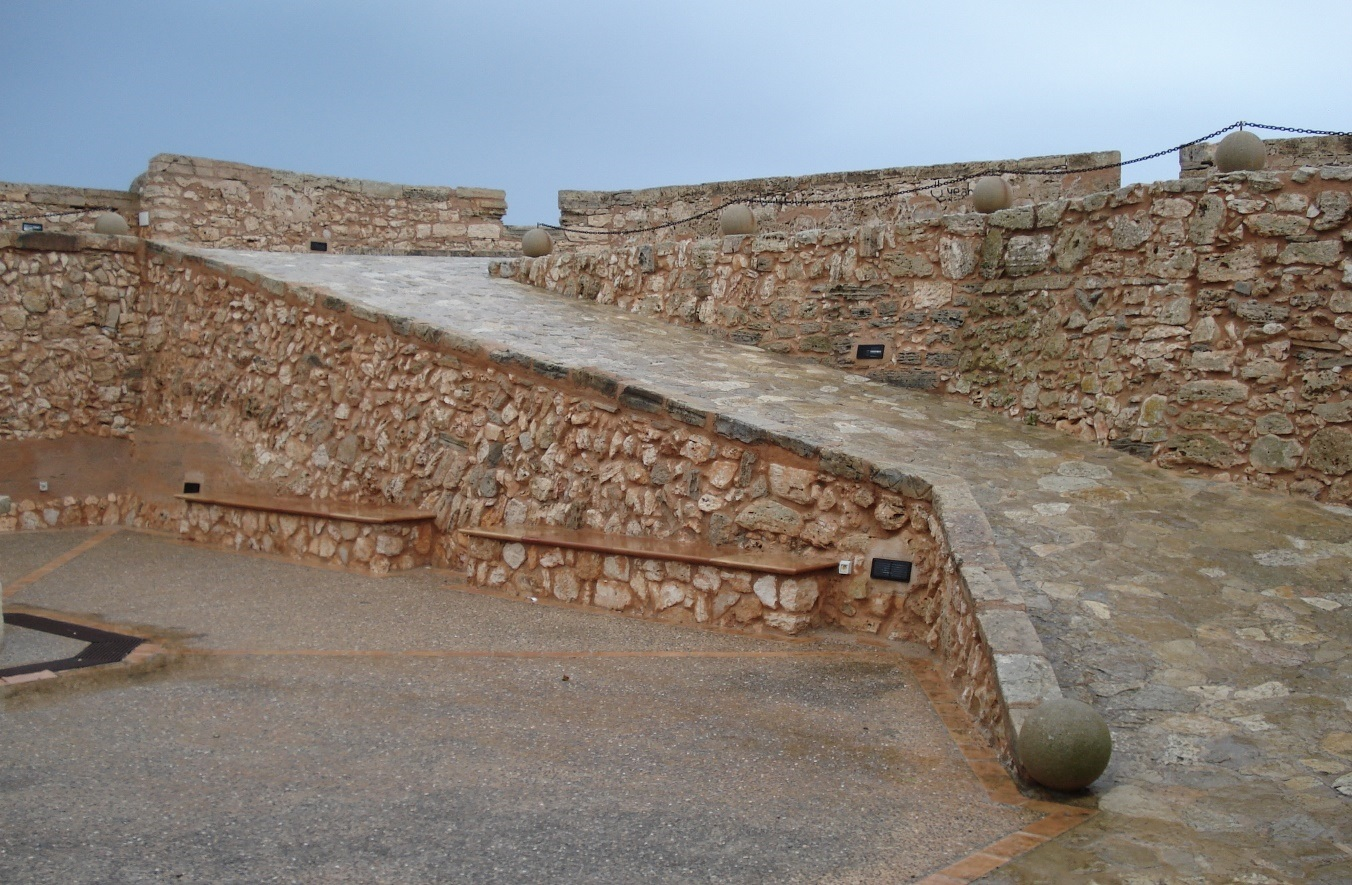
Rampe im Innenhof
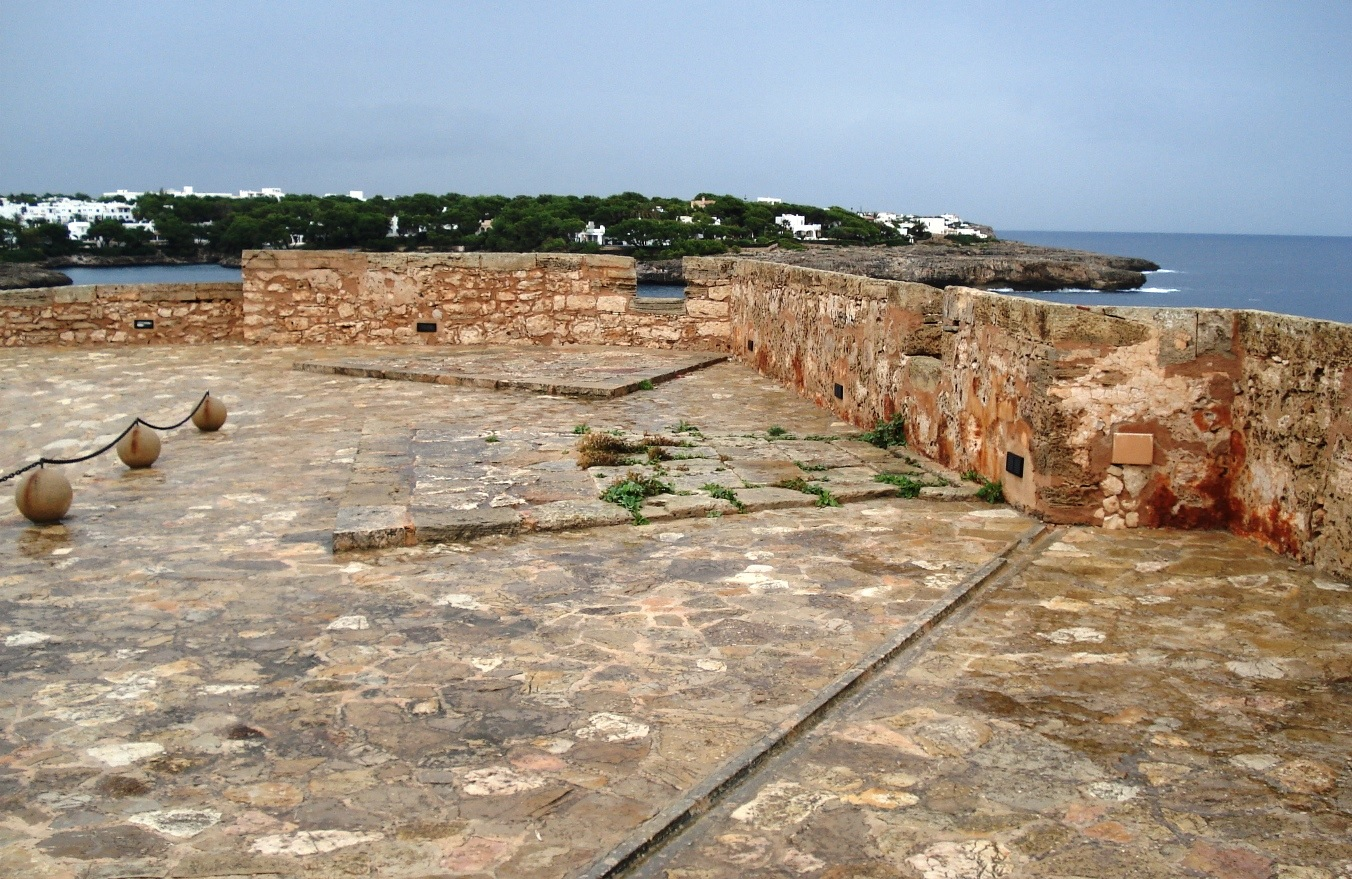
Batterieebene mit den Kanonen-Standorten
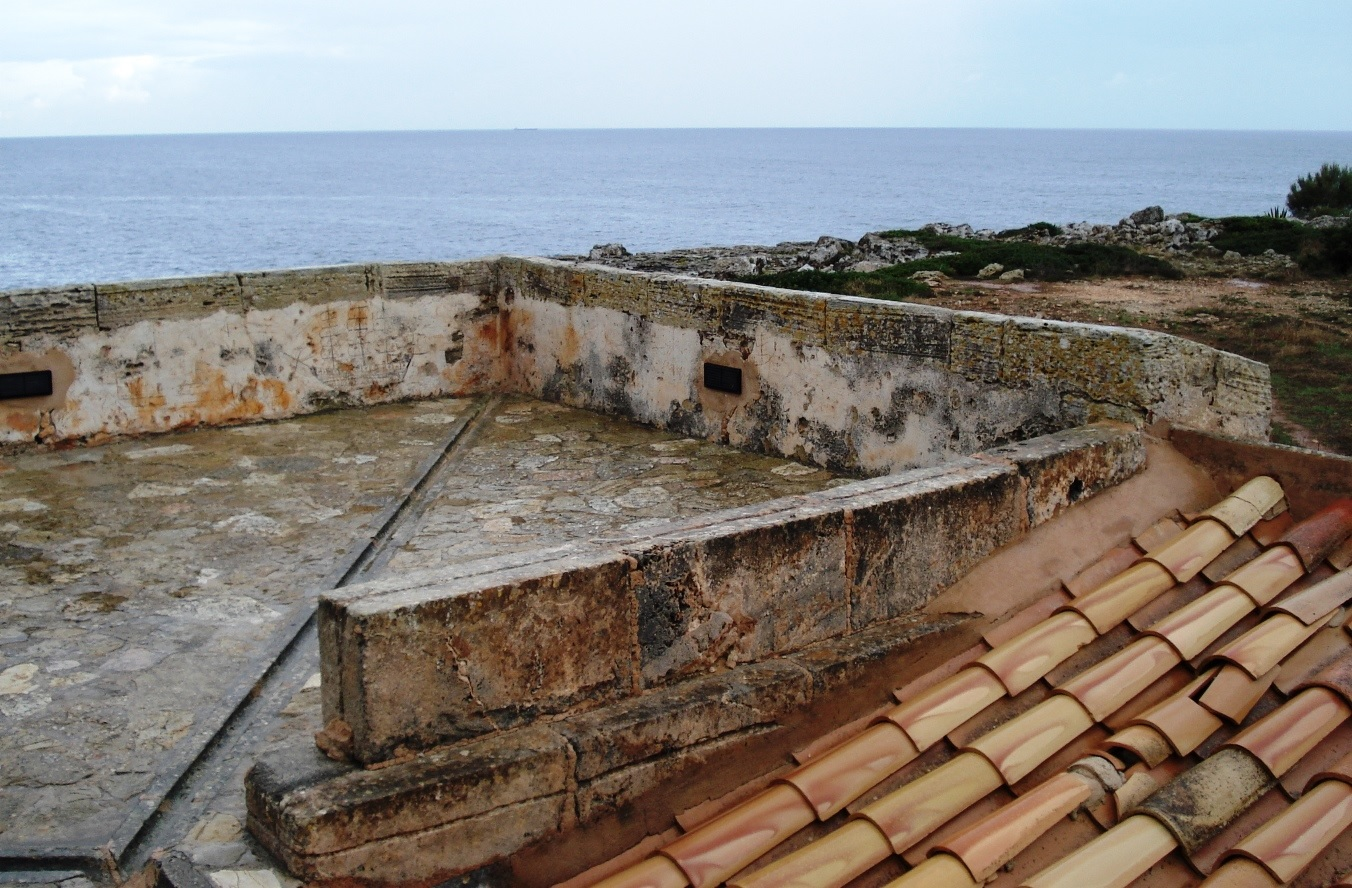
Blick von der südlichen Ecke
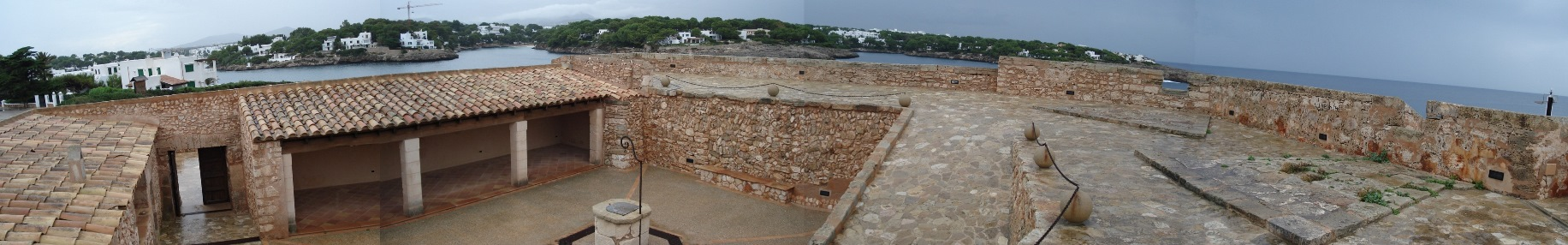
Rundblick von Es Forti in Richtung Nord (180 Grad) (im Hintergrund links die Cala Llonga (mit dem Hafen), mittig die Cala d’Or und rechts die Cala Gran)

## Geschichte

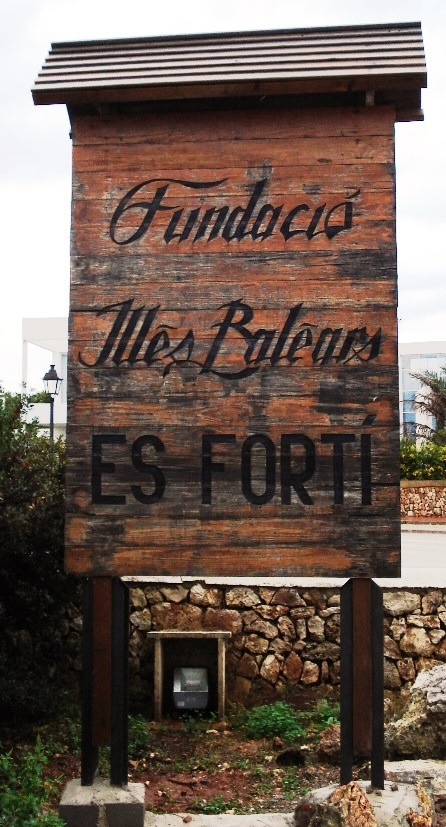
Tafel an Es Forti mit dem Namen der Fundació Illes Balears

Es Forti wurde 1730 durch den Ingenieur D. José Muñoz für das spanische Militär errichtet. 1755 wurde das Fort durch ein Erdbeben zerstört und 1793 neu errichtet.
1878 ging es in Privatbesitz über und wurde 1949 unter Denkmalschutz gestellt.
Am 2. Juni 1992 wurde Es Forti von der Fundació Illes Balears erworben, die es bis 1995 renoviert hat; heute steht es unter Denkmalschutz und ist für Besichtigungen frei zugänglich.